# 異邦人 (原田マハ)
『異邦人』（いりびと）は、日本の小説家・原田マハによる小説。
『文蔵』に2012年5月号から2014年4月号までに連載されたのち、単行本が2015年2月24日にPHP研究所より刊行された。単行本の装幀は、アルビレオにより、装画には、髙山辰雄『いだく』（東京国立近代美術館蔵）が採用されている。同年、第3回京都本大賞で最終候補作に選ばれる。
文庫版は2018年3月8日にPHP文芸文庫より刊行された。同年、第6回京都本大賞を受賞する。
著者の原田は本作を着想したきっかけとして、2011年に、原子力発電所の事故の影響から逃れるために京都に避難してきた母子を何組も見かけたことを挙げている。
2021年11月、高畑充希主演でテレビドラマ化された。

## あらすじ
篁一輝は、たかむら画廊で専務を務めている。一輝と結婚した菜穂は、有吉美術館で副館長を務めている。出産を控えた身である菜穂は、一輝とともに住んでいる東京都のマンションを離れ、京都府にあるホテルに、しばらくの間、仮住まいしていた。鬱々とした気分を払拭することを目的として、ある老舗の画廊を訪問した菜穂は、応接室に掛けられている1枚の絵画を一目見て、心を奪われる。その絵画を描いた画家の女性は、まだ若いうえに、まったくの新人であり、発声障害を患っているのであった。

## 登場人物
篁一輝
たかむら画廊の専務。
菜穂
有吉美術館の副館長。
白根樹
画家。

## 書評
フリーライターの小川志津子は、「優れた小説というのは、こういうことを言うのだと思う。ひとつのストーリーが展開していくさまを読者にただ見せるのではなく、幾重もの感情や成り行きや成長や変化や、登場人物それぞれに訪れるそれらをミルフィーユみたいに積み重ねて味わわせる。まさに人生そのもののように」と評価している。

## テレビドラマ
『いりびと-異邦人-』と題して、2021年11月28日から12月26日までWOWOWプライムの「連続ドラマW」枠で放送された。主演はWOWOWドラマ初主演となる高畑充希。

### キャスト
- 篁菜穂 - 高畑充希（幼少期：宮地美然[11]）
- 篁一輝 - 風間俊介[12][13]
- 白根樹 - SUMIRE[12][13]（幼少期：新津ちせ[14]）
- 有吉克子 - 森口瑤子[12][13]
- 美濃山俊吾 - 松尾貴史[12][13]
- 木戸正文 - マキタスポーツ[12][13]
- 瀬島美幸 - 壮一帆[12][13]
- 立野政志 - 木場勝己[12][13]
- 篁智昭 - 菅原大吉[12][13]
- 鷹野せん - 梶芽衣子[12][13]
- 志村照山 - 松重豊[12][13]
- 多川鳳声 - 二階堂智[15]
- 財津有子 - 白羽ゆり[15]
- 有吉喜三郎 - 康すおん[15]
- 亀岡朝子 - 宮田圭子[15]
- 橘真弓 - 宮嶋麻衣[16]
- 瀬島正臣 - 野田晋市
- 有吉喜一 - 春田純一[17]
- 産婦人科医 - 谷口高史[18]
- 黒川 - 村角ダイチ[19]
- 八木真樹子（真樹乃）- 篠原真衣[20]

### スタッフ
- 原作 - 原田マハ『異邦人（いりびと）』（PHP文芸文庫刊）
- 脚本 - 関久代
- 音楽 - audioforce
- 監督 - 萩原健太郎
- 企画プロデュース - 武田吉孝、植田春菜
- プロデューサー - 木幡久美、中山ケイ子、森井敦
- 制作プロダクション - FCC、スールキートス
- 制作協力 - 東映京都撮影所
- 製作著作 - WOWOW

### 放送日程
| 各話   | 放送日   |
| ------ | -------- |
| 第1話  | 11月28日 |
| 第2話  | 12月05日 |
| 第3話  | 12月12日 |
| 第4話  | 12月19日 |
| 最終話 | 12月26日 |

### 受賞
- 第77回文化庁芸術祭 テレビ・ドラマ部門優秀賞[21][22]
- MPTE AWARDS 2022 第75回（2021年度）映像技術賞[23]
  - 撮影部門 - 日下誠（東映京都撮影所）
  - 照明部門 - 池本雄司（東映京都撮影所）
- 第2回WOWOWクリエイターアワード 最優秀賞 - 萩原健太郎[24]

| WOWOW 連続ドラマW 日曜オリジナルドラマ                    | WOWOW 連続ドラマW 日曜オリジナルドラマ         | WOWOW 連続ドラマW 日曜オリジナルドラマ       |
| 前番組                                                    | 番組名                                         | 次番組                                       |
| --------------------------------------------------------- | ---------------------------------------------- | -------------------------------------------- |
| 宮部みゆき「ソロモンの偽証」 （2021年10月3日 - 11月21日） | いりびと-異邦人- （2021年11月28日 - 12月26日） | だから殺せなかった （2022年1月9日 - 2月6日） |